# Frey Lindblad

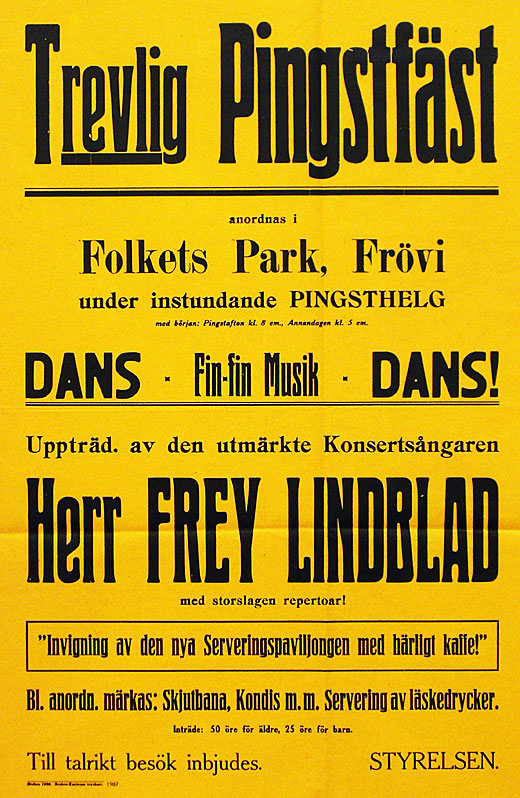
Affisch från Frövi folkets park, pingsthelgen 1925.

Frey Edvard Lindblad, född 9 mars 1889 i Jönköping, död 8 oktober 1965 i Högalids församling i Stockholm, var en svensk sångare och  sångpedagog.
Lindblad avlade studentexamen i Stockholm 1910 och studerade estetik vid Stockholms högskola 1912–1915 och sång för bland andra läkaren Gillis Bratt och August Iffert (1859–1930), samt i Italien och Frankrike. Sedan 1925 var han verksam som sångpedagog i Stockholm. Bland eleverna fanns bland andra  Einar Ekberg, Göran Stenlund, Göte Strandsjö och kyrkosångaren Sven Björk.
Frey Lindblad är gravsatt i Högalids kolumbarium i Stockholm. Han var far till naturfilmaren Jan Lindblad.